# Pablo Bugallo
Pablo Bugallo (ur. 31 maja 1996) – hiszpański lekkoatleta specjalizujący się w rzucie oszczepem. 
Uczestnik mistrzostw świata juniorów w Barcelonie. W 2013 został brązowym medalistą mistrzostw świata juniorów młodszych. 
Rekordy życiowe: oszczep o wadze 700 gramów – 76,91 (24 lutego 2013, Coslada).

## Osiągnięcia
| Rok  | Impreza                               | Miejsce   | Pozycja           | Wynik |
| ---- | ------------------------------------- | --------- | ----------------- | ----- |
| 2012 | Mistrzostwa świata juniorów           | Barcelona | el. – 34. miejsce | 63,70 |
| 2013 | Mistrzostwa świata juniorów młodszych | Donieck   | 3. miejsce        | 76,63 |
| 2014 | Zimowy puchar Europy w rzutach        | Leiria    | 9. miejsce (U-23) | 67,67 |
| 2014 | Mistrzostwa świata juniorów           | Eugene    | el. – 22. miejsce | 63,34 |